# Metairie
Metairie – jednostka osadnicza w parafii Jefferson, w południowo-wschodniej części stanu Luizjana, na południowym brzegu jeziora Pontchartrain, w aglomeracji Nowego Orleanu. 
Jest to piąta pod względem liczby ludności miejscowość spisowa w Stanach Zjednoczonych (po Honolulu, Paradise, Sunrise Manor i Spring Valley); w 2010 liczyła ponad 138 000 osób.
Nazwa miejscowości pochodzi od francuskiego słowa métairie, oznaczającego gospodarstwo rolne działające na zasadzie połownictwa.